# Sainte-Marie-de-Ré

Sainte-Marie-de-Ré este o comună în departamentul Charente-Maritime, Franța. În 1 ianuarie 2022 avea o populație de 3.392 de locuitori.